# Merga tergestina
Merga tergestina är en nässeldjursart som först beskrevs av Neppi och Stiasny 1912.  Merga tergestina ingår i släktet Merga och familjen Pandeidae. Inga underarter finns listade i Catalogue of Life.